# Zapiski historyka

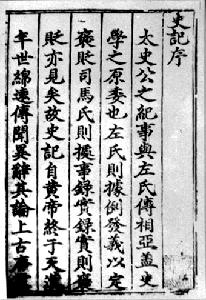
Pierwsza strona Zapisków Historyka

Zapiski historyka lub Zapiski historyczne – jedna z najważniejszych kronik historii Chin, uważana za czołowe osiągnięcie chińskiej historiografii i wzór dla pokoleń dziejopisarzy, będąca zarazem pierwszym elementem jak i prototypem wszystkich kronik zawartych w oficjalnym zbiorze Dwudziestu czterech historii. 
Powstała w latach 109–91 p.n.e., a jej autorem był Sima Qian, historyk na dworze dynastii Han. Zapiski sięgają czasów mitycznego Żółtego Cesarza, a kończą się na epoce autora. Ze względu na rolę, jaką pełnią w chińskiej tradycji, Sima Qian bywa nazywany chińskim Herodotem.

## Zawartość
Zapiski historyka składają się ze 130 rozdziałów:
- 12 rozdziałów Benji (本紀, w polskim tłumaczeniu: Zapiski główne), zawierających biografie władców poczynając do mitycznego Żółtego Cesarza, przez monarchów z epok Xia, Shang i Zhou, aż po Pierwszego Cesarza Dynastii Qin. Benji obejmują również żywota czterech cesarzy i cesarzowej-regentki z czasów Zachodniej Dynastii Han, w których żył Sima Qian.
- 10 rozdziałów Biao (表), czyli tablic chronologicznych.
- 8 rozdziałów Shu (書), zapiski dotyczące gospodarki i kultury w omawianych epokach historycznych.
- 30 rozdziałów Shijia (世家), zawierających biografie władców, szlachty i urzędników z okresu Wiosen i Jesieni.
- 70 rozdziałów Liezhuan (列傳), zawierających biografie takich postaci, jak Laozi, Mozi, Sun Zi czy Jing Ke.

## Polskie tłumaczenie
Polskie tłumaczenie Zapisków autorstwa Mieczysława J. Künstlera - Syn Smoka, ukazało się dopiero w 2000 roku, chociaż tekst jest przedmiotem badań zachodniej sinologii od kilkudziesięciu lat. Tłumaczenie obejmuje zaledwie 11 rozdziałów księgi, m.in. Roczniki Pierwszego Cesarza Dynastii Ts'in (Qin). 
Za utrudnienie można uznać użytą w nim polską transkrypcję opartą na historycznej wymowie (por. język starochiński), która utrudnia laikom identyfikację nazw i porównanie tekstu tłumaczenia z innymi źródłami i przekładami na inne języki. Na przykład dynastia Xia (wym. śia), znana również jako Hsia, w przekładzie figuruje jako Hia, bo taka była historyczna wymowa. 